# 샤를 소렐

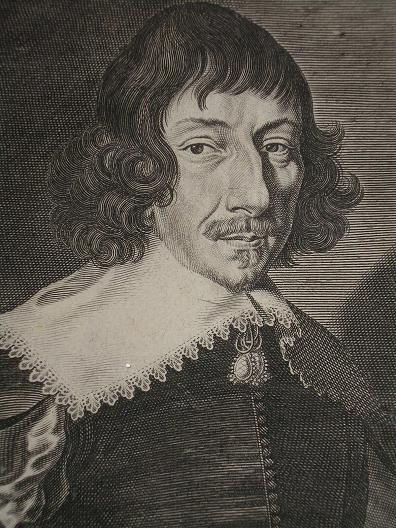

샤를 소렐(프랑스어: Charles Sorel, 1602년 경~1674년 3월 7일)은 프랑스의 소설가이자 역사가이다. 대표작은 《프랑시옹》이다.
샤를 소렐의 생애에 대하여서는 1635년에 프랑스의 역사학자였다는 사실 외에는 알려진 것이 거의 없다. 우선 그의 출생년도만 보더라도, 그것이 1598년 혹은 1599년일 것이라는 이가 있는가 하면, 1602년이라고 주장하는 이도 있다. 다만 그의 사망 년도가 1674년이라고들 믿어, 그가 1600년 전후에 태어났으리라 추정하는 것으로 보인다. 그러나 《프랑시옹》의 초판본(제1∼7권)이 1623년 초에 서점에 등장하였다는 사실을 감안한다면, 샤를 소렐의 출생년도가 1600년 훨씬 이전일 것으로 짐작된다.
그의 사회적인 활동에 관한 기록 또한 전무한 형편이다. 《프랑시옹》의 초판본이 자취를 감춘 지 250여 년이 지난 후, 즉 1891년에야 다시 모습을 드러낸 사실로 보아, 그의 작품들이나 생애의 흔적을 지워버리려 한 대대적이고 암묵적인 시도가 있었던 것으로 보인다. 루크레티우스나 세네카, 마르쿠스 아우렐리우스 등의 작품들에까지 인용되던 에피쿠로스의 저서들이, 어느 순간 몽땅 자취를 감춘 사실을 연상시키는 문예사적 기현상이다.